# Nadhum Shaker
Nadhum Shaker Salim (arabe : ناظم شاكر سالم), né le 18 décembre 1958 à Bagdad en Irak et mort le 11 septembre 2020, est un footballeur international irakien qui évoluait au poste de défenseur, avant de devenir ensuite entraîneur.

## Biographie

### Carrière de joueur

#### Carrière en club
Nadhum Shaker joue en faveur du club d'Al Tayaran.

#### Carrière en sélection
Nadhum Shaker joue en équipe d'Irak entre 1976 et 1986.
Il dispute quatre matchs rentrant dans le cadre des éliminatoires du mondial 1982.
Il figure dans le groupe des sélectionnés lors de la Coupe du monde de 1986. Lors du mondial organisé au Mexique, il joue trois matchs : contre le Paraguay, la Belgique, et enfin contre le pays organisateur.

## Palmarès
| Al Tayaran - Coupe d'Irak (1) : - Vainqueur : 1977-78.    |  | \| Al Qowa Al Jawiya - Coupe d'Irak : - Finaliste : 1999-00. \| \| Arbil - Championnat d'Irak (1) : - Champion : 2006-07. \| |
| Al Qowa Al Jawiya - Coupe d'Irak : - Finaliste : 1999-00. |  | Arbil - Championnat d'Irak (1) : - Champion : 2006-07.                                                                       |